# 博尔诺州
博尔诺州（英語：Borno State）是奈及利亞東北部的一個州，首府和最大城市是迈杜古里，面積70,898平方公里，1976年成立。
該州以卡努里人為主。在該州南部也有其他民族，如拉邦族、巴布爾-布拉族和瑪吉族。蘇瓦阿拉伯人是該州主要的阿拉伯後裔，在19世紀初奥斯曼·丹·福迪奥的富拉尼聖戰之後，卡內米王朝獲得了在該地統治了近1000年的博爾諾酋長國的控制權。20世紀初博尔诺被英、法、德三國入侵。1902年，英國正式將博爾諾納入尼日利亞北部保護國，並於1907年在邁杜古里建立新首府。
1960年尼日利亞獨立後，博爾諾地區一直保持著相當的自治，直到1967年尼日利亞的州數增加到12個。1976年建州後的地方政府改革進一步削弱了前王朝埃米爾的權力，到尼日利亞於1979年實行文官統治後，埃米爾的管轄權僅限於文化和傳統事務。埃米爾仍然存在，並擔任當地政府的顧問。
馬拉卡查拉於1999年在當時的APP（後來的ANPP）的支持下當選博爾諾州州長。該州在2000年實施伊斯蘭教法，引起州內的基督徒強烈反對。
阿里·莫杜警長於2003年4月當選尼日利亞博爾諾州州長。他是全尼日利亞人民黨（ANPP）的成員。阿里警長是博爾諾州第一位連續兩次贏得該席位的州長。
自2009年以來，博爾諾一直是伊斯蘭恐怖組織博科聖地的巢穴。2013年5月14日，在博科聖地在巴加鎮殺害200人之後，尼日利亞總統古德勒克·乔纳森宣佈博尔诺州及毗鄰的約貝州和阿達馬瓦州進入緊急狀態。
2014年7月，博爾諾州州長卡西姆·谢蒂马表示，“自2011年以來，已有176名教師被殺，900所學校被毀。”2014年4月奇博克女學生綁架事件發生後，博爾諾州的大多數學校都關閉了。直到2014年11月重新開放。同月，聯合國兒童基金會報告說，它已將博爾諾州的急性營養不良社區管理中心（CMAM）“從5個增加到 67 個，併計劃將其增加到100個”。在博爾諾州，農業部門主要因叛亂而遭受損失，許多人經歷了嚴重的糧食危機。